# Jack P. Mickle
Jack P. Mickle (* 14. November 1925; † 20. März 2006 in Ellerslie, Georgia) war ein US-amerikanischer Politiker (Demokratische Partei).

## Leben
Im Herbst 1974 gewann Mickle die Wahl des Bürgermeisters von Columbus, Georgia gegen den bisherigen republikanischen Amtsinhaber Bob D. Hydrick. Mickle bekleidete das Amt nun in den Jahren 1975 bis 1978. Im August 1978 unterlag er jedoch in der demokratischen Primary seinem Parteikollegen Harry C. Jackson und kandidierte somit nicht für eine zweite vierjährige Amtszeit. Bei der darauffolgenden Bürgermeisterwahl wurde Jackson zu Mickles Amtsnachfolger gewählt.